# Cymbalaria longipes
Cymbalaria longipes är en grobladsväxtart som först beskrevs av Pierre Edmond Boissier och Heldr., och fick sitt nu gällande namn av A. Cheval.. Cymbalaria longipes ingår i släktet murrevor, och familjen grobladsväxter. Inga underarter finns listade i Catalogue of Life.